# Garreta smaragdifer
Garreta smaragdifer là một loài bọ cánh cứng trong họ Bọ hung (Scarabaeidae).